# Glansbillede
Glansbilleder stammer fra Tyskland i 1860'erne.
I starten var der tale om sort-hvid motiver, som man for ekstra betaling kunne få håndmalet.
Opfindelsen af litografitryk i farver muliggjorde farvede glansbilleder. I begyndelsen var der kun tale om firkantede billeder, men i 1870'erne kom der også udstansede billeder og nogle oven i købet trykt med relief og med sølvglimmer, og glansbilleder med engle begyndte at dukke op.
De farvede glansbilleder sås oprindeligt i de tyske bagerbutikker, hvor de blev brugt til at dekorere kager. Senere blev de så anvendt som et dekorativt element til julekort.
Glansbillederne blev fremstillet med mange forskellige motiver, der både henvendte sig til drenge og piger. Omkring 1880 dukkede julemanden op som motiv, og i 1920'erne fulgte julenisserne trop. Glansbilleder med julemotiver var naturligvis sæsonbestemt, på samme måde som påsken fik sine egne motiver.
I Danmark blev der produceret glansbilleder under 2. verdenskrig, bl.a. med Christian 10. til hest. Glansbilleder var for mange børn tidligere et stort samleobjekt, som blev indsat i hæfter og scrapbøger.

## Glansbillede i populærkulturen
Udtrykket "et glansbillede" anvendes om en stærkt smykket, mere eller mindre overdreven positiv eller løgnagtig fremstilling af et forhold. 